# Fiat 242
Fiat 242 este un autovehicul utilitar ușor produs de Fiat în parteneriat cu Citroën și fabricat în egida Società Europea Veicoli Leggeri Sevel în Italia, între toamna anului 1975 și mijlocul anului 1987. Modelul a fost disponibil în mai multe variante: furgonetă, camionetă cu cabină simplă sau dublă, rulotă și șasiu. În gama vehiculelor comerciale Fiat, Fiat 242 era poziționat superior modelului Fiat 238.
Acest model era apreciat, în special în Italia, pentru robustețea și fiabilitatea sa. Sistemul de tracțiune față, împreună cu suspensia independentă pentru fiecare roată, permitea menținerea unei înălțimi reduse a spațiului de încărcare. Vehiculul era echipat cu un sistem de frânare format din patru discuri. În Franța, Fiat 242 nu a fost comercializat, la fel cum modelul Citroën C35 nu era disponibil în Italia. Piețele de export au fost împărțite între Fiat și Citroën; de exemplu, în Germania era vândut doar Fiat 242, iar în țările Benelux doar Citroën C35. Succesorul modelului Fiat 242 a fost Fiat Ducato în versiunea Maxi, lansat în ianuarie 1982.
Capacitatea de încărcare a variantei de furgonetă a modelului Fiat 242 era de 1.800 kg, iar masa proprie era de 1.700 kg. Ampatamentul măsura 3.205 mm.
La lansarea din octombrie 1975, Fiat 242 era disponibil cu un motor pe benzină de 2,0 litri, produs de Fiat, sau cu un motor diesel de 2,2 litri preluat de la Citroën CX. Din fabrică, vehiculul putea fi configurat ca furgonetă, șasiu pentru caroserii specializate, microbuz sau minibus.
La începutul anului 1980, modelul a fost revizuit. Motorul diesel de 2,2 litri a fost înlocuit cu unul de 2,5 litri, semnalizatoarele au fost amplasate lângă faruri, iar lumina de marșarier și protecțiile laterale au fost incluse ca dotări standard. La sfârșitul anului 1984, Fiat 242 a primit un nou bord.
Producția a fost încheiată în vara anului 1987, după ce au fost fabricate peste 500.000 de unități.